# Claude Zidi
 (octobre 2023).
Ne doit pas être confondu avec Claude Zidi Jr..
Pour les articles homonymes, voir Zidi.
Claude Zidi, né le 25 juillet 1934 à Paris 14e, est un réalisateur, scénariste et producteur français.
Diplômé en 1955 de l'École technique de photographie et de cinématographie, il entame sa carrière au poste d'assistant opérateur, puis cadreur et directeur de la photographie (notamment pour Claude Chabrol). À partir de 1970, il devient réalisateur et scénariste en mettant en scène Les Charlots, dans quatre films qui obtiendront de grands succès : Les Bidasses en folie, Les Fous du stade, Le Grand Bazar et Les Bidasses s'en vont en guerre.
À l'instar de Gérard Oury, Francis Veber et Jean-Marie Poiré, il s'impose comme l'un des plus prolifiques réalisateurs de films comiques populaires des années 1970 à 2000, avec des comédies comme La Moutarde me monte au nez, L'Aile ou la Cuisse, L'Animal, La Zizanie, Les Sous-doués, Inspecteur la Bavure, Banzaï, Les Ripoux et Astérix et Obélix contre César.
Sur trente années de carrière, Claude Zidi a dirigé nombre d’actrices et d’acteurs renommés, tels Pierre Richard, Louis de Funès, Coluche, Julien Guiomar, Annie Girardot, Jacques Villeret, Jean-Paul Belmondo, Josiane Balasko, Thierry Lhermitte, Philippe Noiret, Patrick Bruel, Christian Clavier et Gérard Depardieu.
Ses films ont attiré des dizaines de millions de spectateurs en Europe, en Asie, en Amérique du Sud et en Afrique. Très peu apprécié par la critique, il reçoit toutefois la reconnaissance de la profession en 1985 avec le César du meilleur réalisateur et celui du meilleur film pour Les Ripoux.
Avec vingt-cinq longs-métrages réalisés entre 1971 et 2003, Claude Zidi est le troisième réalisateur français ayant attiré le plus grand nombre de spectateurs dans les cinémas français, avec plus de 80 millions d’entrées. Il se place juste derrière les réalisateurs Henri Verneuil et André Hunebelle.

## Biographie

### Jeunesse et famille
Claude Raymond Djemil Zidi est né à Paris, de Mohand Tayeb Zidi (1905-1991), né à Tifra en Kabylie (Algérie), et de Marguerite Georgette Krug  (1910-1971), née à Ostwald en Alsace.
Il se marie trois fois, d’abord avec Nicole Ruby de 1958 à 1982, puis avec Marie-Dominique Girodet de 1983 à 2004 et enfin avec Mireille Berthereau depuis le 30 juillet 2007. Il est le père de six enfants, dont Hélène Zidi-Cheruy née en 1960, comédienne, metteur en scène et coach, Claudine Zidi, née en 1961, scripte, Julien Zidi, né en 1973 et décédé accidentellement le 9 mai 2021, assistant réalisateur (notamment de plusieurs épisodes de la série télévisée Cherif et de On va s'aimer un peu, beaucoup...), Marie Zidi née en 1978, comédienne de doublage, Claude Zidi Jr., cadreur et réalisateur et enfin Zoltan Zidi, né en 1989, qui est assistant réalisateur et critique cinéma sur sa chaîne YouTube Critique de Zoltan et sur les podcasts La Bonne Toile, The Marvel Initiative/The DC Alternative et La Saga.

### Carrière

#### Assistant opérateur, cadreur, directeur de la photographie
Claude Zidi suit d'abord, de 1953 à 1955, une formation de directeur de la photographie à l'ENPC « Vaugirard » (École nationale de photographie et cinématographie - école de cinéma qui deviendra, en 2012, l'ENS Louis-Lumière). En 1955, il est engagé comme stagiaire sur le film de Marc Allégret L'Amant de Lady Chatterley.
En décembre 1955, alors que le conflit algérien s'aggrave, il est incorporé sous les drapeaux et envoyé en Algérie en 1956. Après avoir passé quelques mois dans le djebel algérien, il est transféré au service cinématographique des Armées (SCA) d'Alger, chargé de mettre en valeur la politique de pacification et les bienfaits de la colonisation à travers des films. Il est démobilisé en décembre 1957. Parmi les dizaines de films qu'il a tournés, seul un court-métrage, intitulé « Les Zibans, pays des palmes », lui est attribué.
Il gravit ensuite progressivement les échelons, travaillant sur une cinquantaine de films comme assistant opérateur, cadreur puis directeur de la photographie jusqu'en 1970. Il collabore avec de grands metteurs en scène, tels Claude Autant-Lara, Georges Franju, Louis Daquin, Jean-Pierre Mocky, René Clément ou Claude Chabrol. Il est engagé sur une dizaine de productions hollywoodiennes tournées en France, dont Le Train de John Frankenheimer, Le Jour le plus long de Darryl Zanuck ou Charade de Stanley Donen.

#### Metteur en scène et scénariste

##### Les années 1970: Les Charlots, Pierre Richard, Louis de Funès...
En 1971, Michel Ardan, producteur de La Grande Java, premier succès des Charlots, l'engage comme metteur en scène et scénariste sur le deuxième film qu'il a prévu de produire avec le groupe. Ce sont Les Charlots, qui ont apprécié son travail comme directeur de la photographie, qui ont imposé Claude Zidi au producteur. Il co-écrit le scénario des Bidasses en folie d’après une idée du producteur Michel Ardan  puis réalise le film qui obtient un succès extraordinaire avec plus de 7 millions d'entrées en France. Zidi écrit et réalise encore trois films avec Les Charlots, qui seront tous de grands succès : Les Fous du stade en 1972, Le Grand Bazar en 1973, Les Bidasses s'en vont en guerre en 1974. 
Sur des scénarios souvent écrits avec Michel Fabre, Zidi enchaine ensuite les films comiques en faisant tourner les vedettes de l'époque.  Il associe Pierre Richard et Jane Birkin (La moutarde me monte au nez,  La Course à l'échalote), Louis de Funès et Coluche (L'Aile ou la Cuisse), Louis de Funès et Annie Girardot (La Zizanie).  Généralement accueillis avec scepticisme par la critique, ces films sont tous des succès, à l'exception de Bête, mais discipliné, « mitraillé par la critique ». À la fin des années 1970, Claude Zidi a attiré plus de 40 millions de spectateurs dans les salles en France.

##### Les années 1980: Coluche, Gérard Depardieu, Daniel Auteuil, Thierry Lhermitte…
Ses producteurs Claude Berri et Christian Fechner connaissant des soucis financiers, Zidi décide de se lancer lui-même dans la production avec une comédie au budget modeste et, en vedette, un acteur encore peu connu : Les Sous-doués avec Daniel Auteuil. Ce sera un grand succès avec près de 4 millions de spectateurs.
Le succès est toujours au rendez-vous tout au long des années 1980 et 1990. Avec ses scénaristes Michel Fabre, Didier Kaminka et Simon Michaël, Zidi fait tourner Coluche et Gérard Depardieu dans Inspecteur la Bavure. Ils donnent une suite aux Sous-Doués et créent Les Ripoux, une comédie satirique dans laquelle Philippe Noiret et Thierry Lhermitte incarnent deux policiers aux  méthodes des plus douteuses.  Gros succès avec plus de 5 millions d'entrées en France, Les Ripoux devient, en mars 1985, la première comédie à obtenir le César du meilleur film, et Zidi reçoit en outre le César de la mise en scène.
Zidi ne connaît qu'un échec notable, en fin de décennie, avec Deux, un film sur le couple avec Gérard Depardieu et Maruschka Detmers et dont le ton est assez éloigné de son registre habituel. En sus de ses propres films, Zidi produit deux films de Francis Leroi (Le Démon dans l'île) et de Jacques Fansten (États d'âme).

##### Les années 1990: Josiane Balasko, Christian Clavier…
La Totale !, film réalisé en 1991, sera adapté trois ans plus tard à Hollywood par James Cameron avec Arnold Schwarzenegger sous le titre True Lies. Un procès est intenté par un scénariste nommé Lucien Lambert, qui accuse Claude Zidi d'avoir plagié sa pièce de théâtre intitulée Émile. Zidi gagne en première instance mais perd en appel, ce qui peut avoir des conséquences catastrophiques vis-à-vis des producteurs américains qui lui ont acheté les droits. La procédure durera trois ans et prendra fin lorsque le réalisateur André Farwagi annoncera que Lambert lui a précédemment vendu les droits pour un téléfilm intitulé Tous mes maris, ce qu'il avait caché au tribunal. Bien qu'ayant obtenu gain de cause, Zidi sera durablement affecté par cet épisode. Il connaît ensuite un nouvel échec avec Profil bas, un film policier avec Patrick Bruel.
En 1998, Claude Zidi est sollicité par Claude Berri pour réaliser Astérix et Obélix contre César, le premier film dans lequel les célèbres personnages de la bande dessinée sont incarnés par des acteurs . Il s'agit d'une importante production franco-germano-italienne pour laquelle une distribution internationale et de gros moyens sont réunis. La présence de Zidi rassure les investisseurs, car il a la réputation de respecter les budgets. Ce sera l'un de ses plus grands succès populaires, en France (9 millions de spectateurs) et en Europe (plus de 20 millions). Il produit le film de Pascal Légitimus (Antilles sur Seine).

##### Fin de carrière et postérité
En 2003, Claude Zidi met fin à sa carrière après l'échec retentissant de La Boîte et l'insuccès des Ripoux 3, son vingt-cinquième film.
Le quotidien Le Monde dit de lui, en 2001, qu'il est « un des plus efficaces représentants du comique populaire français des années 1970 et 1980, depuis Les Bidasses en folie (1971) jusqu'aux Ripoux (1984). Sans doute Claude Zidi, entre ce pire et ce meilleur, n'a-t-il jamais eu la prétention de faire dans la finesse. Du moins, quelque chose, dans ses films, parvenait souvent à faire prendre la sauce ».
L'historien Jean Tulard le décrit ainsi : « Spécialiste du comique « à la française », il bat, avec son rival Gérard Oury, tous les records de recette. […] Zidi est généralement bien médiocre, mais parfois assez inspiré comme dans L'Aile ou la Cuisse […] ». Selon Tulard, ses films sont « toujours centrés sur une actualité presque immédiate et aisément perceptible par le public du samedi soir ». Cependant, « Les Ripoux, plaisante satire de la police et de la petite délinquance, réconcilient Zidi avec un public plus exigeant […] ».

### Collaborations récurrentes
Il a collaboré à plusieurs reprises avec Julien Guiomar (six fois), Thierry Lhermitte, Coluche (cinq fois), Philippe Noiret, Les Charlots (quatre fois), Pierre Richard, Gérard Depardieu, Michel Aumont, Michel Galabru (trois fois).

## Filmographie

### Réalisateur
- 1971 : Les Bidasses en folie
- 1972 : Les Fous du stade
- 1973 : Le Grand Bazar
- 1974 : La moutarde me monte au nez
- 1974 : Les bidasses s'en vont en guerre
- 1975 : La Course à l'échalote
- 1976 : L'Aile ou la Cuisse
- 1977 : L'Animal
- 1978 : La Zizanie
- 1979 : Bête, mais discipliné
- 1980 : Les Sous-doués
- 1980 : Inspecteur la Bavure
- 1982 : Les Sous-doués en vacances
- 1983 : Banzaï
- 1984 : Les Ripoux
- 1985 : Les Rois du gag
- 1987 : Association de malfaiteurs
- 1989 : Deux
- 1990 : Ripoux contre ripoux
- 1991 : La Totale !
- 1993 : Profil bas
- 1997 : Arlette
- 1999 : Astérix et Obélix contre César
- 2001 : La Boîte
- 2003 : Ripoux 3
- 2011 : Les Ripoux anonymes, téléfilm coréalisé avec son fils Julien Zidi

### Scénariste
- 1970 : La Grande Java de Philippe Clair
- 1990 : Promotion canapé de Didier Kaminka
- 1995 : Ma femme me quitte de Didier Kaminka
- 2006 : Capitaine Casta : Amélie a disparu, téléfilm de Joyce Buñuel

### Cadreur
- 1959 : La Tête contre les murs de Georges Franju
- 1960 : Un couple de Jean-Pierre Mocky
- 1960 : L'Eau à la bouche de Jacques Doniol-Valcroze
- 1962 : Le Jour le plus long
- 1963 : Landru de Claude Chabrol
- 1965 : La Baie des Anges de Jacques Demy
- 1965 : Le Bonheur d'Agnès Varda
- 1965 : Marie-Chantal contre Dr Kha de Claude Chabrol
- 1966 : La Ligne de démarcation de Claude Chabrol
- 1967 : Un idiot à Paris de Serge Korber
- 1967 : Le Scandale de Claude Chabrol
- 1967 : Jeu de massacre d'Alain Jessua
- 1967 : La Route de Corinthe de Claude Chabrol
- 1968 : Les Biches de Claude Chabrol
- 1969 : La Femme infidèle de Claude Chabrol
- 1969 : Que la bête meure de Claude Chabrol
- 1969 : Le Boucher de Claude Chabrol

### Directeur de la photographie
- 1969 : Quarante-huit Heures d'amour de Cecil Saint-Laurent
- 1969 : Poussez pas grand-père dans les cactus de Jean-Claude Dague
- 1970 : Élise ou la vraie vie de Michel Drach
- 1971 : La Grande Java de Philippe Clair

## Résultats au box-office
Claude Zidi occupe la troisième place parmi les réalisateurs français qui ont attiré le plus grand nombre de spectateurs dans les cinémas français. Entre 1971 et 2003, il a réalisé vingt-cinq longs-métrages qui ont cumulé plus de 80 millions d'entrées en France. Dans les années 1970, il est également le réalisateur qui a attiré le plus de spectateurs avec dix films totalisant 40,4 millions d'entrées, et dans les années 1980, il a encore une fois été en tête avec huit films pour un total de 23,9 millions d'entrées,.
Claude Zidi était l'un des favoris de la distribution cinématographique soviétique. Il a réalisé 18 films qui ont réussi à figurer cinq fois ou plus parmi les dix premiers au box-office de l'année en Union soviétique. 
| Film                             | Année | Entrées au Box-office France | Entrées au Box-office URSS, |
| -------------------------------- | ----- | ---------------------------- | --------------------------- |
| Astérix et Obélix contre César   | 1999  | 8 948 624                    |                             |
| Les Bidasses en folie            | 1971  | 7 460 911                    |                             |
| Les Ripoux                       | 1984  | 5 882 397                    | 26 700 000                  |
| L'Aile ou la Cuisse              | 1976  | 5 841 956                    |                             |
| Les Fous du stade                | 1972  | 5 744 270                    |                             |
| Les Bidasses s'en vont en guerre | 1974  | 4 154 509                    | 50 100 000                  |
| Les Sous-doués                   | 1980  | 3 985 214                    |                             |
| Le Grand Bazar                   | 1973  | 3 913 477                    |                             |
| Banzaï                           | 1982  | 3 769 576                    | 25 100 000                  |
| La moutarde me monte au nez      | 1974  | 3 702 322                    | 26 800 000                  |
| Inspecteur la Bavure             | 1980  | 3 697 576                    | 25 600 000                  |
| Les Sous-doués en vacances       | 1981  | 3 570 887                    |                             |
| L'Animal                         | 1977  | 3 157 789                    | 41 300 000                  |
| La Course à l'échalote           | 1975  | 2 956 550                    | 28 900 000                  |
| Ripoux contre ripoux             | 1989  | 2 917 115                    |                             |
| La Zizanie                       | 1978  | 2 789 787                    |                             |
| La Totale !                      | 1991  | 1 639 813                    |                             |
| Les Rois du gag                  | 1985  | 1 510 930                    | 13 200 000                  |
| Association de malfaiteurs       | 1987  | 1 194 563                    |                             |
| Ripoux 3                         | 2003  | 804 737                      |                             |
| Arlette                          | 1997  | 721 062                      |                             |
| Bête mais discipliné             | 1979  | 684 518                      |                             |
| Profil bas                       | 1993  | 624 472                      |                             |
| Deux                             | 1989  | 333 717                      |                             |
| La Boîte                         | 2001  | 92 984                       |                             |
| Total                            |       | 80 108 867                   | 237 700 000                 |

## Distinctions

### Récompenses
- César 1985
  - Meilleur réalisateur pour Les Ripoux
  - Meilleur film pour Les Ripoux

### Nomination
- César 1985 : meilleur scénario original pour Les Ripoux

### Documentaires
- Claude Zidi, une vie à l’ombre du cinéma, série d’entretiens proposée par Jean-Christophe Brianchon, réalisée par Julie Beressi, Radio France, décembre 2020
- Claude Zidi - Juste une mise au point, documentaire de Sébastien Labadie, 50 min, 6 février 2020